# Lukoveček
Lukoveček (deutsch Klein Lukau, früher Klein Lukowetz) ist eine Gemeinde in Tschechien. Sie liegt drei Kilometer nordwestlich von Fryšták und gehört zum Okres Zlín.

## Geographie

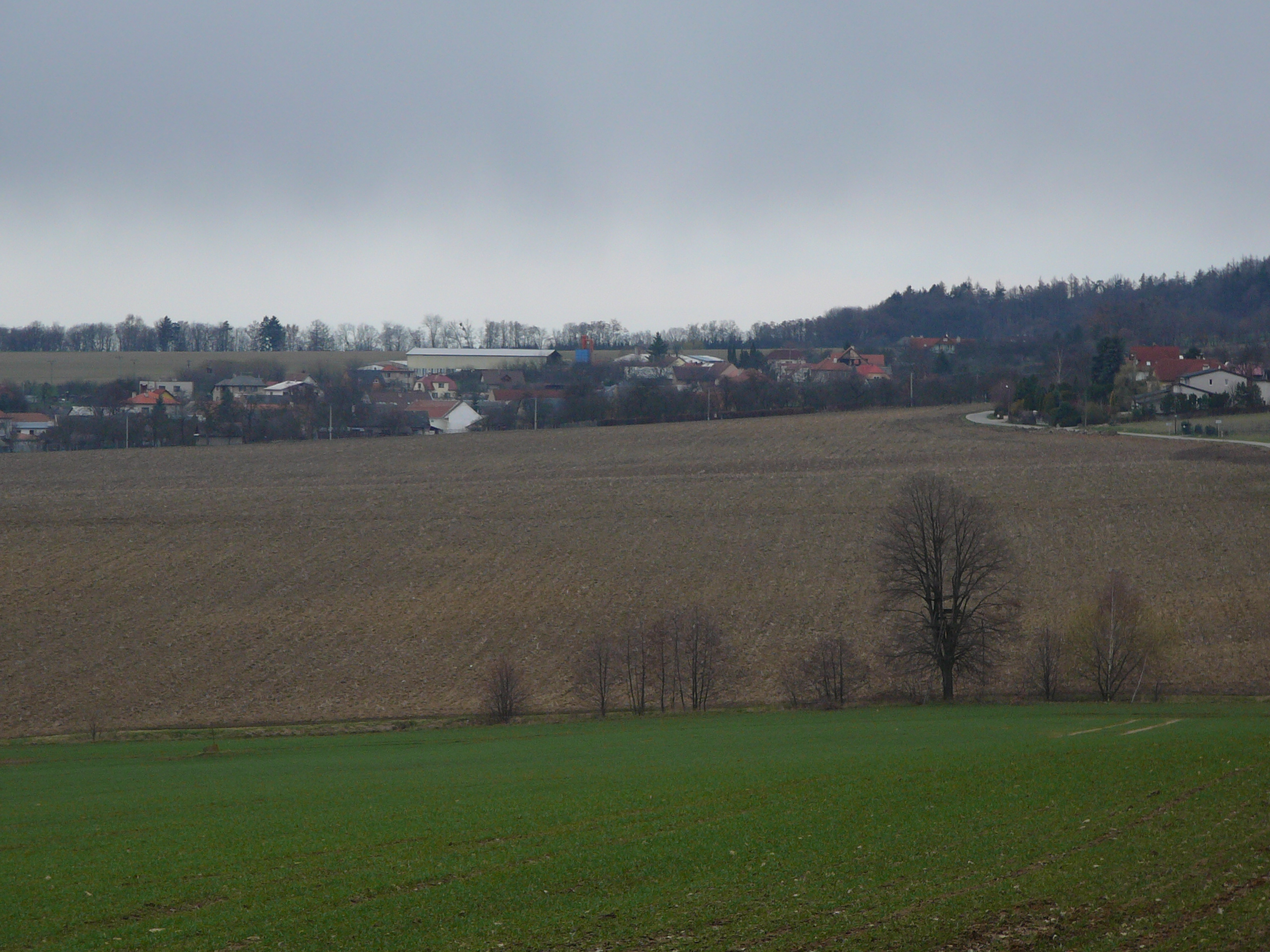
Ortsansicht von Fryšták aus

Lukoveček befindet sich am südwestlichen Fuße der Hostýnské vrchy am Rande der Fryštácká brázda (Freistadtler Senke) und wird vom Bach Fryštácký potok durchflossen. Das Dorf liegt am Rande des Naturparks Hostýnské vrchy. Nördlich erheben sich der Hrad (560 m), der Chochol (578 m) und die Hrubá Malíková (564 m), im Nordosten der Ondřejovsko (632 m) und die Velá (526 m) sowie nordwestlich der Hrádek (502 m).
Nachbarorte sind Chomýž, Brusné und Rusava im Norden, Hošťálková und Vlčková im Nordosten, Vítová im Osten, Horní Ves und Fryšták im Südosten, Dolní Ves, Lukovské und Suché im Süden, Žabárna, Racková, Sovárna und Žeranovice im Südwesten, Horní Lapač, Hadovna und Martinice im Westen sowie Přílepy, Žopy, Dobrotice und Jankovice im Nordwesten.

## Geschichte
Die erste schriftliche Erwähnung des zur Burg Lukov gehörigen Dorfes Lukowecz Dolny erfolgte im Jahre 1480. Besitzer waren bis zum Beginn des 16. Jahrhunderts die Herren von Sternberg. Im Jahre 1519 wurde das Dorf als Lukoweczek bezeichnet. Ab 1512 wechselten sich mehrere Besitzer ab, darunter die Herren von Kunstadt und von 1607 bis 1625 Lukrezia von Witschkow und ihr zweiter Ehemann Albrecht Wenzel Eusebius von Waldstein. Dieser trat die Herrschaft 1625 an den Kaiser ab, der sie an Stephan Schmidt von Freihofen übergab. 1628 erwarben die Minkwitz von Minkwitzburg den inzwischen stark verschuldeten Besitz. Aus dem Jahre 1671 ist der Ortsname Maly Lukowecz überliefert und von 1672 Lukowecžek. 1710 kauften die Grafen von Rottal die Herrschaft, 1724 folgte Johann Friedrich von Seilern-Aspang als neuer Besitzer. Dieser errichtete 1750 den Primogenitur-Fideikommiss Lukov-Kralice, den im Jahre darauf sein Sohn Christian August von Seilern erbte. Bis zur Mitte des 19. Jahrhunderts blieb Lukoveček immer nach Lukov untertänig.
Nach der Aufhebung der Patrimonialherrschaften bildete Lukowecžek / Klein Lukowetz ab 1850 eine Gemeinde in der Bezirkshauptmannschaft Holešov. Ab 1872 wurde der Ort als Lukovičky, ab 1885 als Malý Lukov und ab 1893 als Lukoveč bezeichnet. Der heutige Ortsname Lukoveček setzte sich zu Beginn des 20. Jahrhunderts durch. Im Jahre 1902 errichtete die Gemeinde aus Eigenmitteln die Zufahrtsstraße von der Hauptstraße Holešov-Fryšták zum Dorf. Auf gleiche Art und Weise erfolgte zwischen 1922 und 1927 auch der Bau der Straße nach Přílepy. 1934 wurde der Lauf des Fryštácký potok innerhalb des Ortes reguliert. Zwischen 1942 und 1945 war die Gemeinde dem Bezirk Kremsier zugeordnet, und nach Kriegsende wurde sie wieder Teil des Okres Holešov. Nach dem Zweiten Weltkrieg wurde die Familie von Seilern enteignet. Seit 1960 gehört Lukoveček zum Okres Gottwaldov, der seit 1990 wieder den Namen Okres Zlín trägt. Im Jahre 1976 wurde Lukoveček nach Fryšták eingemeindet. Am 19. August 2000 entschieden sich die Einwohner in einem Referendum für die Selbstständigkeit; infolgedessen bildet Lukoveček seit Beginn des Jahres 2001 wieder eine eigene Gemeinde. Seit 2005 führt sie ein Wappen und Banner.

## Ortsgliederung
Für die Gemeinde Lukoveček sind keine Ortsteile ausgewiesen. Zu Lukoveček gehört die Ansiedlung Hadovna.

## Sehenswürdigkeiten
- Kapelle Mariahilf, errichtet 1879 am Dorfplatz
- Steinernes Kreuz, vor der Kapelle
- Denkmal für T.G.Masaryk am Dorfplatz. Es wurde 1932 errichtet und 1945 nach dem Ende des Zweiten Weltkrieges wiederhergestellt
- Gedenktafel für die Partisanin Irena Veselková